# Masai Mara viltreservat
Masai Mara nationalreservat (engelska: Masai Mara National Reserve) ligger i sydvästra Kenya 270 km från Nairobi, och den klassas ofta som en nationalpark. Med en storlek på 1 510 km2 är reservatet inte det största i Kenya, men troligen det mest välkända. I söder gränsar Masai Mara till Serengeti nationalpark i Tanzania. Parken är känd för det stora antalet lejon och i juli till september den stora migrationen när närmare 2 miljoner gnuer migrerar in i parken från söder. 
Reservatet är uppkallat efter massajerna som bor i och runt omkring Masai Mara, och Marafloden, som rinner rätt igenom parken.

## Historia
Ungefär i mitten på 1700-talet kom massajerna till Serengeti-Maraområdet. Kring 1900 lämnade många massajer området för att dra sig mot städer som Nairobi.
1948 skapades Mara viltreservat. Det täckte då området som nu kallas Maratriangeln, och samtidigt reglerades jakten i området. Lejon, gepard och noshörning skyddas från jakt 1954. 1961 bildades Masai Mara nationalreservat.

## Djurliv
Masai Maras huvudattraktion, den stora vandringen av strimmiga gnuer, thomsongaseller och zebror, (även kallad den stora migrationen) omfattar över en miljon djur. ”The big five” – elefant,  afrikansk buffel, lejon, leopard och den akut hotade svarta noshörningen finns alla i reservatet även om antalet noshörningar är mycket litet. Dessutom finns bland annat giraff, grantgasell, dik-dik, impala, babian och grön markatta. Över 450 fågelarter har siktats i Masai Mara.

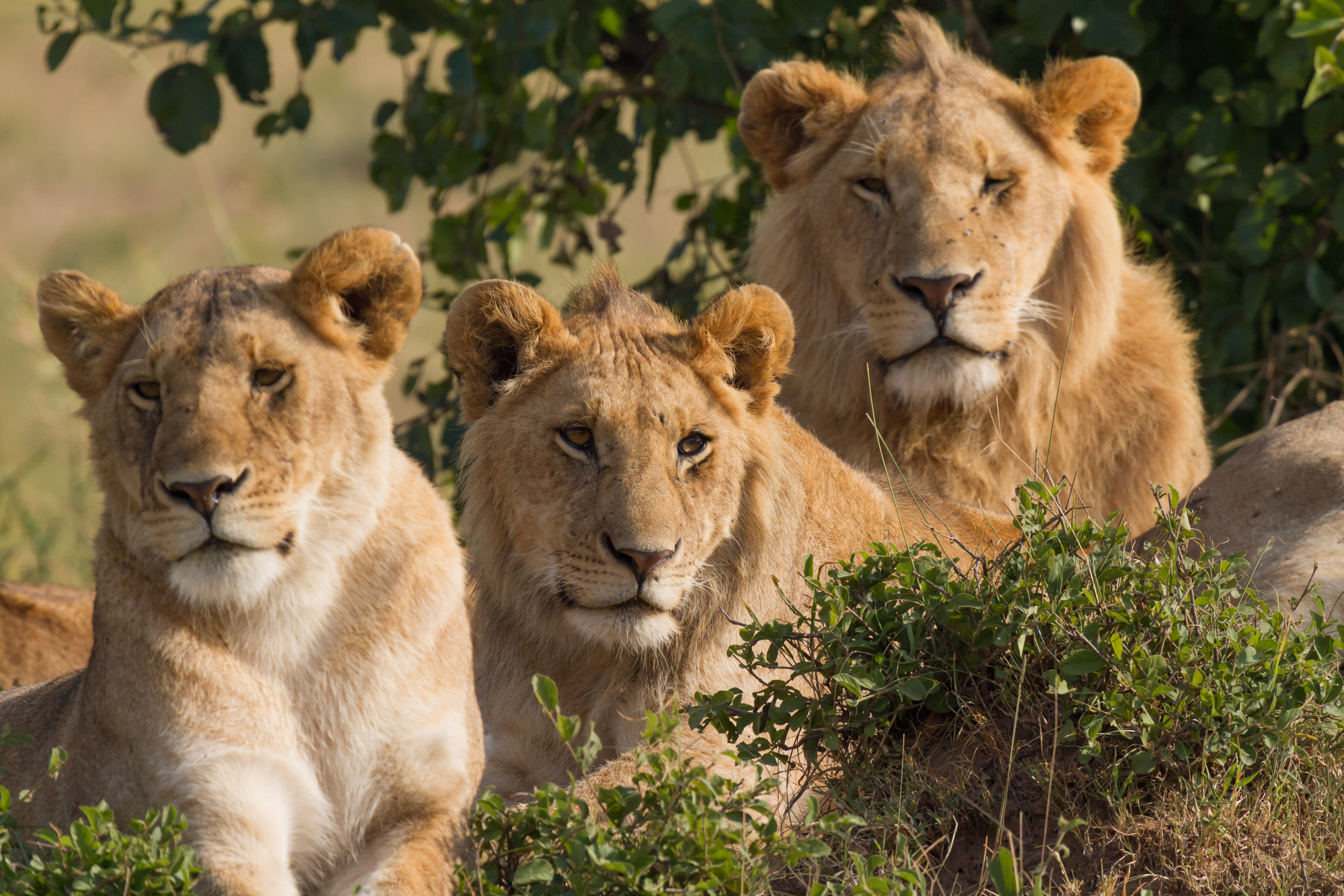
Lejon
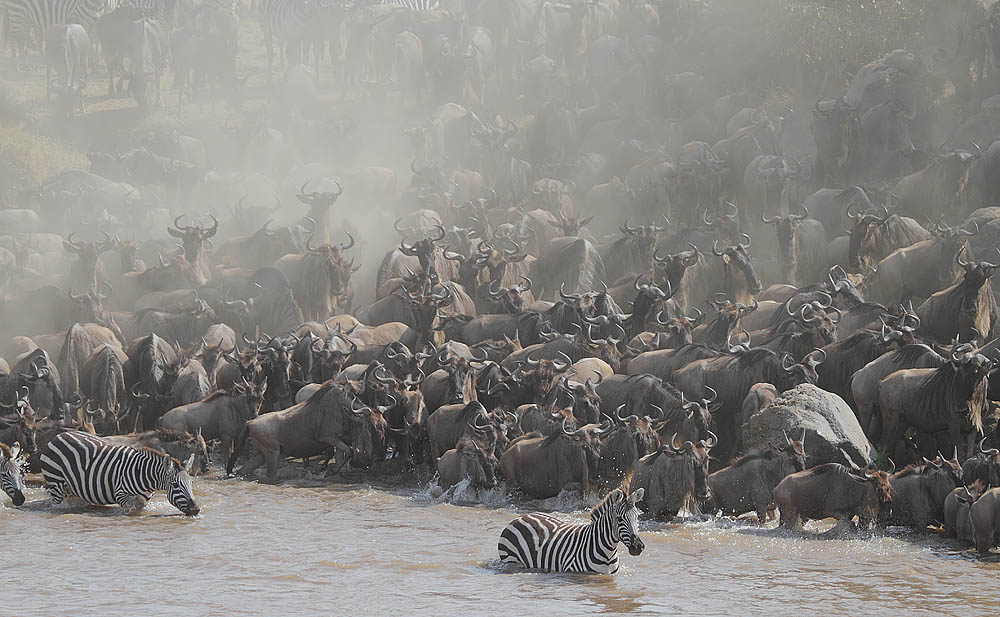
Gnuer och zebror på vandring
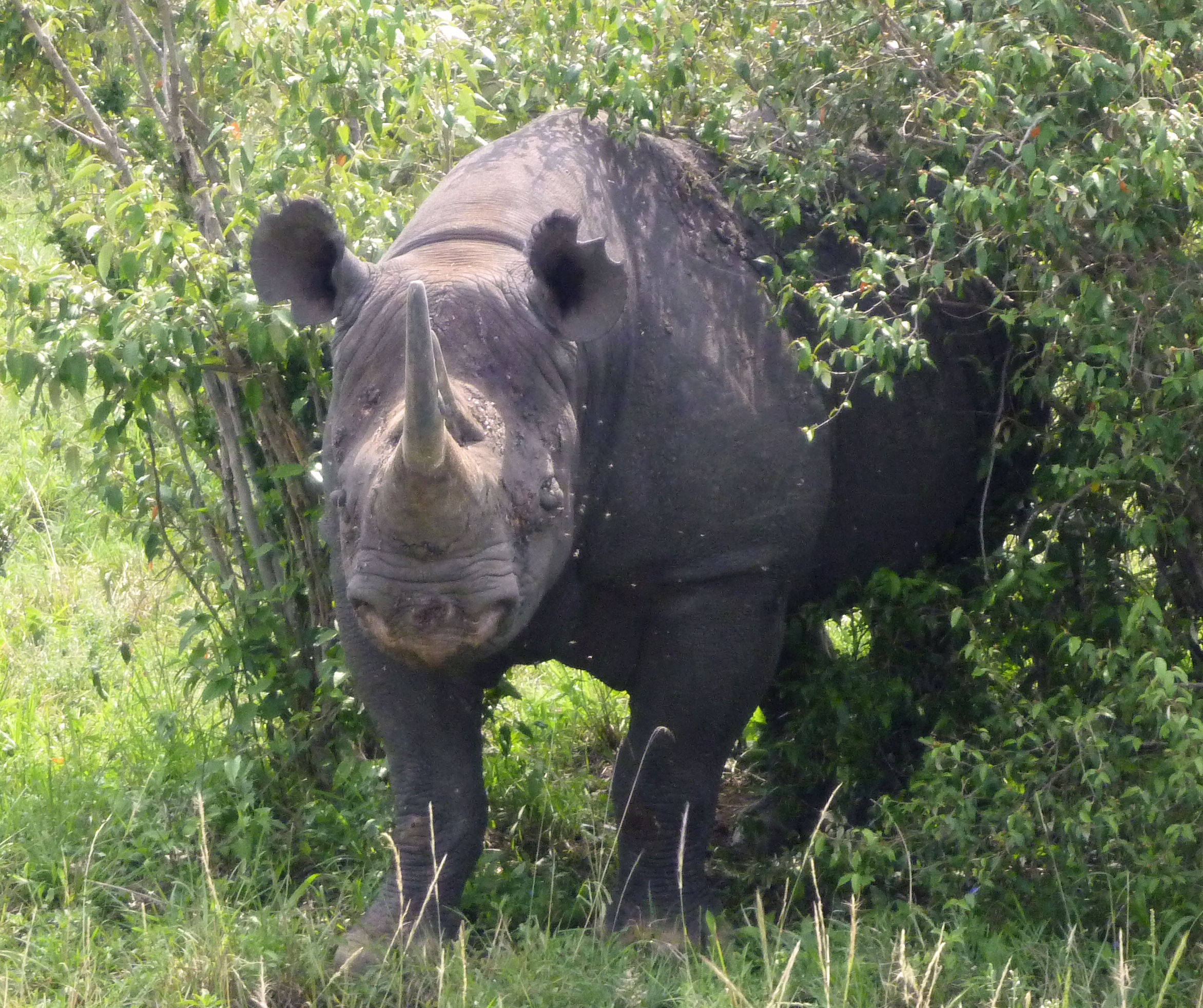
En av få noshörningar

## Säsong
Den bästa tiden för att se gnuhjordarna vandra är från juli till i slutet av september. Från december till februari är också en bra tid för besök då det är torrare, men gnuhjordarna och en hel del av zebrorna har hunnit försvinna in i Serengeti nationalpark vid den tiden.

## Kommunikationer
Masai Mara ligger 270 km från Nairobi. Det tar 5-6 timmar med bil alternativt cirka 45 minuter med flyg.